# ماجد بلال
ماجد بلال (17 أكتوبر 1985) لاعب كرة قدم بحريني يلعب حاليا لصالح نادي الدرجة الأولى الحالة البحريني في مركز الظهير الأيسر من 2003.